# Auber Octavius Neville
Auber Octavius Neville, né le 20 novembre 1875 à Northumberland et mort le 18 mai 1956 à Perth, est un homme politique britannico-australien. Il a tenu le poste controversé de « protecteur des Aborigènes » en Australie-Occidentale, de 1915 jusqu'en 1940. À ce titre, il est surtout connu comme étant l'un des artisans du projet eugéniste de suppression de la minorité aborigène. Le but était d'acculturer les populations autochtones et de diluer les gènes aborigènes par un métissage forcé des femmes avec des hommes blancs. En 1930, il écrit dans un article pour The West Australian :
« Éliminons les Aborigènes pur-sang et permettons la mixture des métis parmi les Blancs, et peu à peu la race deviendra blanche ».
Il était surnommé « Mister Devil » (en français : Monsieur le Diable) par les Aborigènes.

## Histoire
À la fin des années 30, après avoir rassemblé les dernières populations aborigènes en voie d'extinction dans des réserves, ces dernières, à l'abri des massacres, ont commencé à voir leur démographie croître à nouveau. Face à ce constat, A.O. Neville, commissaire des affaires aborigènes d’Australie-Occidentale exprime en 1937 cette inquiétude du « péril noir » :
« Les différents États créent des institutions pour le confort de la race aborigène et cette politique a pour conséquence d’augmenter la population aborigène. Quelle sera la limite? Aurons-nous une population d’un million de noirs dans le Commonwealth, ou allons-nous les mélanger à notre communauté blanche et oublier au bout du compte qu’il y a eu des Aborigènes en Australie ? »
Une politique d'absorption des métis dans la communauté blanche est alors mise en place.